# リバティー (中古販売店)
リバティー（LIBERTY）は、株式会社クォーク（東京都豊島区）が東京都内で展開しているゲームソフト・CD・DVD・ホビー関連商品等を取り扱う中古販売店である。
経営店舗数は2021年現在、7店。そのうち6店舗が秋葉原にある。かつては埼玉県・群馬県でも展開していたが撤退した。
かつては中古販売とあわせてビデオ・CDのレンタルを行う店舗が多かったが、レンタルがメインの店はツタヤのフランチャイズに移行している。

## 店舗
販売店
- 秋葉原1号店
- 秋葉原2号店
- 秋葉原4号店
- 秋葉原5号店
- 秋葉原6号店
- 秋葉原11号店
- 中野2号店

## 閉店した店舗
- 秋葉原3号店 2009年閉店
- 秋葉原7号店 2015年閉店
- 秋葉原8号店 2020年閉店
- 秋葉原9号店 2008年閉店
- 秋葉原12号店 2016年閉店
- 秋葉原13号店 2015年閉店

- 新宿店 2009年閉店
- 蒲田店 2007年閉店
- 荻窪店 2009年閉店
- 吉祥寺店 2007年閉店
- 川口2号店 2007年閉店
- 南越谷店 2004年閉店
- 蒲生新田店 2004年閉店
- 三芳店 2007年閉店
- 本庄店 2009年閉店
- 前橋店 2007年閉店
- 池袋店
- 戸田店 2019年閉店

販売・レンタル店
- TSUTAYA中野早稲田通り店
- TSUTAYA新秋津店

レンタル店
- TSUTAYA成増店
- TSUTAYA武蔵小山店
- TSUTAYA新小岩店